# Josef Rohata
Josef Rohata (* 18. April 1909 in Mödling; † 13. Dezember 1989 ebenda) war ein österreichischer Politiker (SPÖ) und Buchdrucker. Rohata war von 1958 bis 1969 Abgeordneter zum Landtag von Niederösterreich.
Rohata besuchte die Volks- und Bürgerschule und absolvierte danach eine Buchdruckerlehre. Er wurde nach dem Verbot der Sozialdemokratischen Partei 1934 und 1935 aus politischen Gründen verhaftet und war in der Folge von 1934 bis 1938 arbeitslos. Zwischen 1940 und 1945 leistete er im Zweiten Weltkrieg seinen Militärdienst ab, wobei er in britische Kriegsgefangenschaft geriet. Nach dem Krieg war Rohata ab 1945 SPÖ-Bezirksparteisekretär, zudem wirkte er ab 1955 als Stadtrat in Mödling. Von 1965 bis 1975 war er Gemeinderat, zwischen dem 16. Oktober 1958 und dem 20. November 1969 vertrat er die SPÖ im Landtag. Rohata wurde zum Ehrenbürger von Mödling ernannt. 